# 鬼教師ミセス・ティングル
『鬼教師ミセス・ティングル』（原題: Teaching Mrs. Tingle）は、1999年にアメリカで公開されたブラックコメディ映画。

## ストーリー
高校に通う真面目な優等生リー・アンは、ハーバード大学に進学して、今自分が住む郊外の小さな町から出ようと考えていた。だが、家が貧しい彼女がその望みを叶えるには、高校で良い成績を修めて奨学金を受け取る以外に方法がなかった。しかし、そんな彼女の前に、嫉妬深く陰湿な女教師ミセス・ティングルが立ちはだかる。彼女によってリー・アンは不当な理由で低い成績をつけられ、しかも誤解から不正の疑いまでかけられてしまう。この疑いを晴らすべく、ティングルの家へと向かったリー・アンとクラスメートのルーク、ジョー・リンだったが、ティングルはそんな彼らの訴えには一切耳を貸そうとしなかった。これに憤慨したルークは、家に置いてあったクロスボウを手に取り、あろうことかティングルを脅し始める。しかも、クロスボウの矢が暴発し、それに驚いたティングルは頭を打ち、気を失ってしまう。三人はこの事態を収束するために、ティングルをベッドに縛るのだったが、そんな彼女らのもとに訪問者がやって来てしまう。

## キャスト
| 役名                     | 俳優                         | 日本語吹替 |
| ------------------------ | ---------------------------- | ---------- |
| リー・アン・ワトソン     | ケイティ・ホームズ           | 池澤春菜   |
| ミセス・ティングル       | ヘレン・ミレン               | 来宮良子   |
| ルーク・チャーナー       | バリー・ワトソン             | 草尾毅     |
| ジョー・リン・ジョーダン | マリサ・カフラン             | 冬馬由美   |
| トルーディ・タッカー     | リズ・スタウバー             | 堀江由衣   |
| フェイ・ワトソン         | レスリー・アン・ウォーレン   | 野村須磨子 |
| ミス・バンクス           | モリー・リングウォルド       | 山崎美貴   |
| ミス・ゴールド           | ヴィヴィカ・A・フォックス    | 園田恵子   |
| ウェンチェル・コーチ     | ジェフリー・タンバー         | 宝亀克寿   |
| ポッター校長             | マイケル・マッキーン         | 岩崎ひろし |
| ブライアン・ベリー       | ジョン・パトリック・ホワイト | 竹若拓磨   |
| 男子生徒1                |                              | 鈴木正和   |
| 女子生徒A                |                              | 服部真季   |
| 女子生徒1                |                              | 菊池祥子   |
| 女子生徒2                |                              | 幸田夏穂   |
| 女子生徒3                |                              | 小田木美恵 |

- その他の声の吹き替え：すずき紀子／平野俊隆／三宅健太／清水敏孝／田中完